# Louis-René-Edouard de Rohan-Guéménée
Louis-René-Edouard kardinal de Rohan-Guéménée, francoski rimskokatoliški duhovnik, škof in kardinal, * 25. september 1734, Pariz, † 16. februar 1803.

## Življenjepis
22. novembra 1759 je bil imenovan za soupraviteljskega škofa Strasbourga; 24. marca 1760 je bil potrjen. Istega dne je bil imenovan za naslovnega škofa Canopusa in 18. maja istega leta je prejel škofovsko posvečenje. 11. marca 1779 je postal polni škof in 29. novembra 1801 je odstopil.
1. junija 1778 je bil povzdignjen v kardinala.